# D'où viens-tu, bergère?
D'où viens-tu, bergère? ("Da dove vieni, pastorella?") è un tradizionale canto natalizio in lingua francese di origine sconosciuta.
Il brano è molto popolare soprattutto nel Canada francofono.

## Testo
Nel testo, che si compone di 6 strofe, un viandante interroga una pastorella testimone degli eventi legati alla Natività :
D'où viens-tu?

Je viens de l'étable

De m'y promener!

J'ai vu un miracle,

Ce soir arriver!
Qu'as-tu vu, bergère, qu'as-tu vu?

Qu'as-tu vu, bergère, qu'as-tu vu?

J'ai vu dans la crèche un petit enfant

Sur la paille fraîche mis bien tendrement.
Rien de plus, bergère? Rien de plus?

Rien de plus, bergère? Rien de plus?

Y a trois petits anges descendus du ciel.

Chantant les louanges du Père éternel.
[...]»

## Adattamenti
Il brano è stato adattato nel 1866 in lingua inglese da William McLennan con il titolo Whence art thou, my maiden?.

## Versioni discografiche
Tra gli artisti che hanno inciso il brano, figurano, tra gli altri (in ordine alfabetico):
- Benny Barbara (nell'album Tijuana)[6]
- The Canadian Brass (in The Christmas Album) del 1990[7]
- Le Petit Chœur Du Collège De Montreux e Charles Jauquier (nell'album L'ésprit de Noël)[8]
- Suzanne Pinel (nell'album Noël avec Suzanne Pinel del 1983)[9]
- Laurens van Rooyen (nell'album Appelsientje Kerstconcert del 1991)[10]
- Nathalie Simard e Les Petits Chanteurs de Granby (nell'album Noël avec Nathalie et Les Petits Chanteurs de Granby del 1981)[11]
- Strada (nell'album Kadou - Noëls anciens et chansons de quête Traditional Carols And Wassail Songs del 2000)[12]
- Joyce Sullivan e Charles Jordan (nell'album Folk Songs of Canada)[13]